# Зьотендал
Зьотендал (на нидерландски: Zutendaal) е селище в Североизточна Белгия, окръг Хаселт на провинция Лимбург. Намира се на 12 km източно от град Хаселт. Населението му е около 6930 души (2006).